# 日本武道協議会
日本武道協議会（にほんぶどうきょうぎかい）は、日本における武道を統括する団体の一つである。現代武道9団体および公益財団法人日本武道館で構成される。

## 概要
国内を統括する各武道連盟との連絡融和を図って、柔道・剣道・弓道・相撲・空手道・合気道・少林寺拳法・なぎなた・銃剣道を奨励し、その精神を高揚すると共に健全な国民の育成に努め、世界の平和と福祉に貢献することを目的としている。
武道振興大会の開催、全日本少年武道錬成大会の後援、武道功労者及び武道優良団体表彰、少年武道優良団体表彰、日本武道代表団海外派遣等を事業としている。事実上公益財団法人日本武道館の傘下にあり、現会長は公益財団法人日本武道館会長を務める松永光。
加盟している団体は日本武道館を使用する権利が与えられているため、その武道の全日本選手権大会は日本武道館で開催されることが多い。

## 沿革
- 1977年（昭和52年）4月23日 - 発足

## 加盟団体
- 公益財団法人日本武道館
- 公益財団法人全日本柔道連盟(東京都文京区)
- 公益財団法人全日本剣道連盟(東京都千代田区)
- 公益財団法人全日本弓道連盟(東京都新宿区)
- 公益財団法人日本相撲連盟(東京都新宿区)
- 公益財団法人全日本空手道連盟(東京都江東区)
- 公益財団法人合気会(東京都新宿区)
- 一般財団法人少林寺拳法連盟(香川県仲多度郡多度津町)
- 公益財団法人全日本なぎなた連盟(兵庫県伊丹市)
- 公益社団法人全日本銃剣道連盟(東京都千代田区)

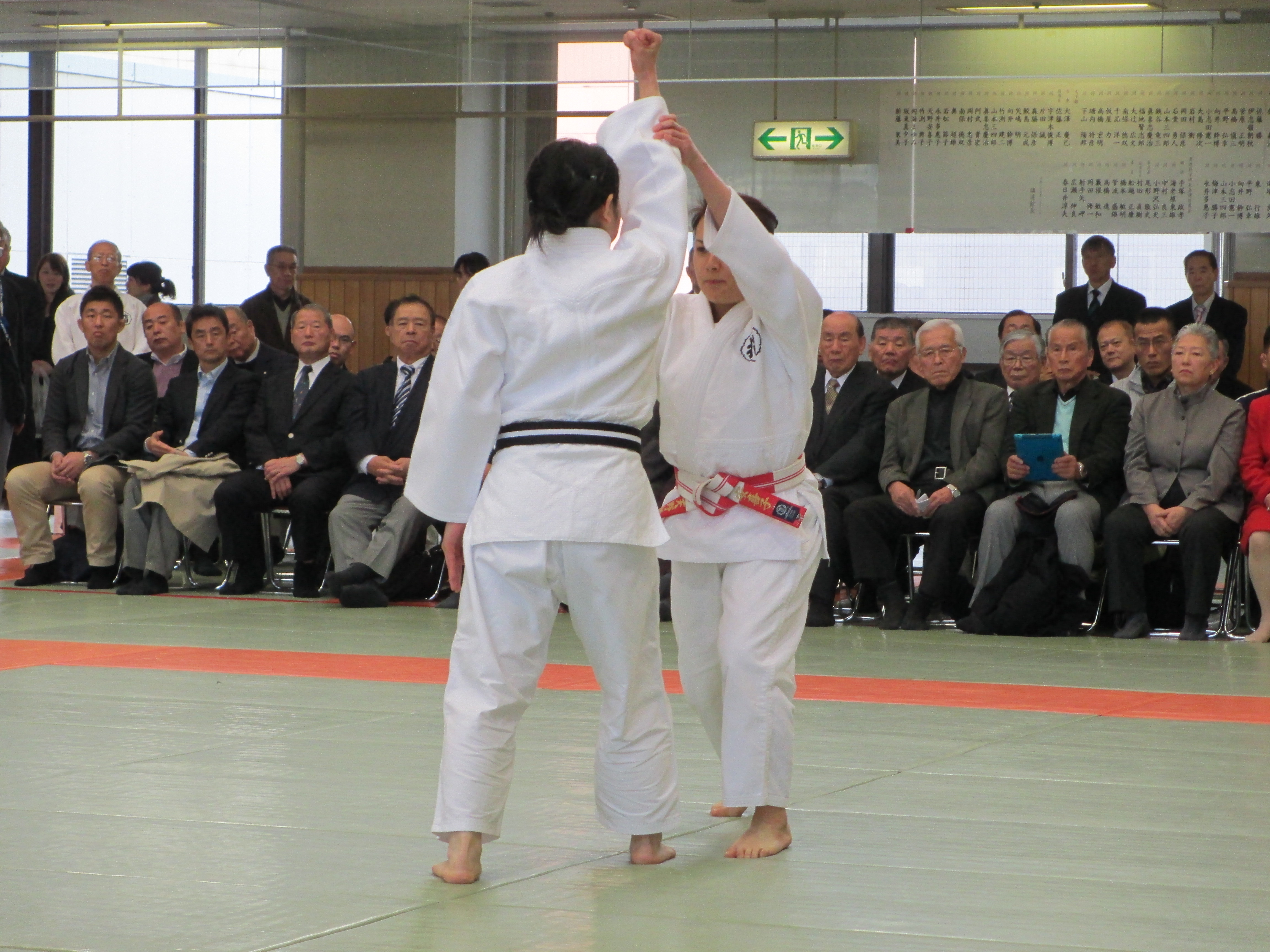
柔道
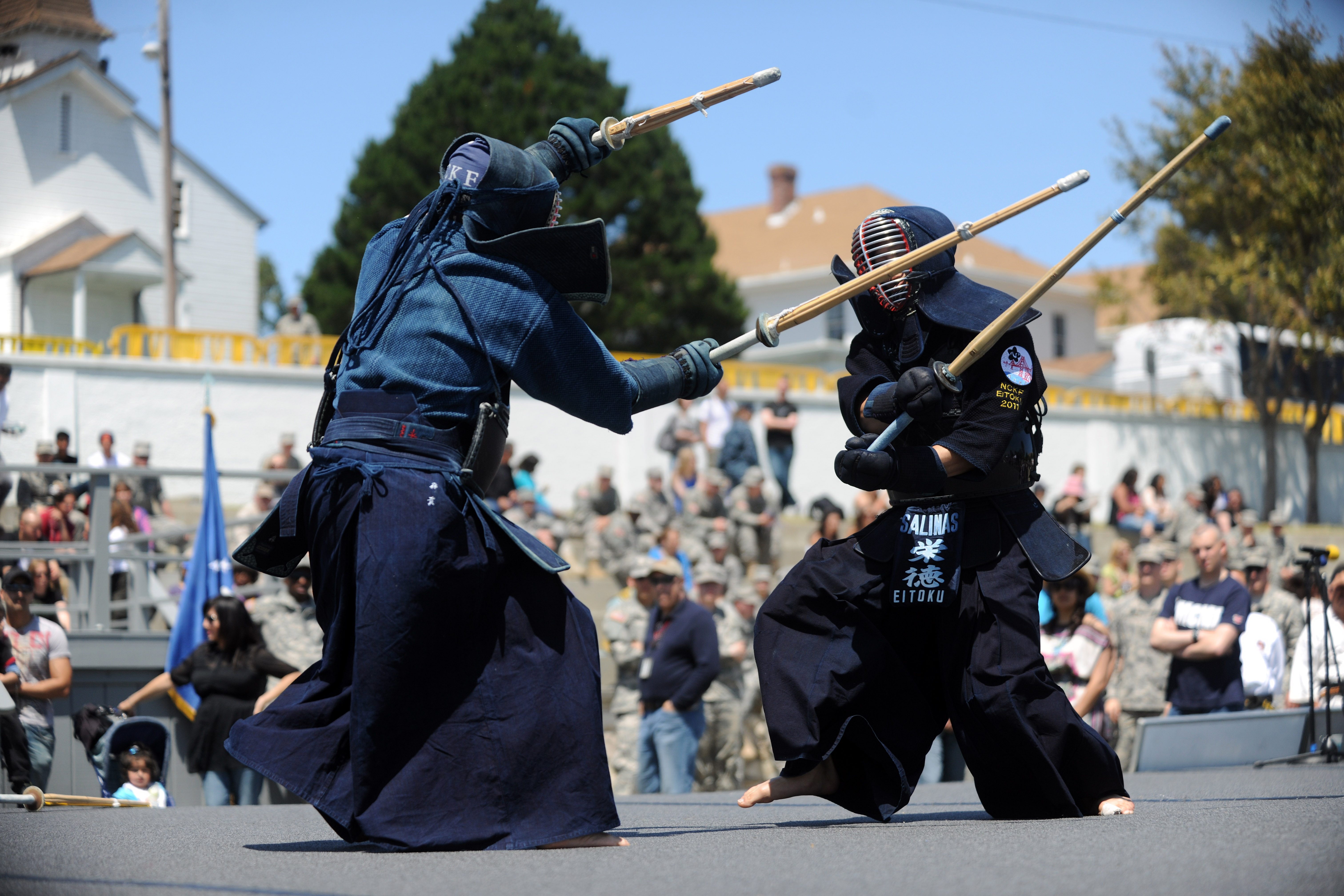
剣道
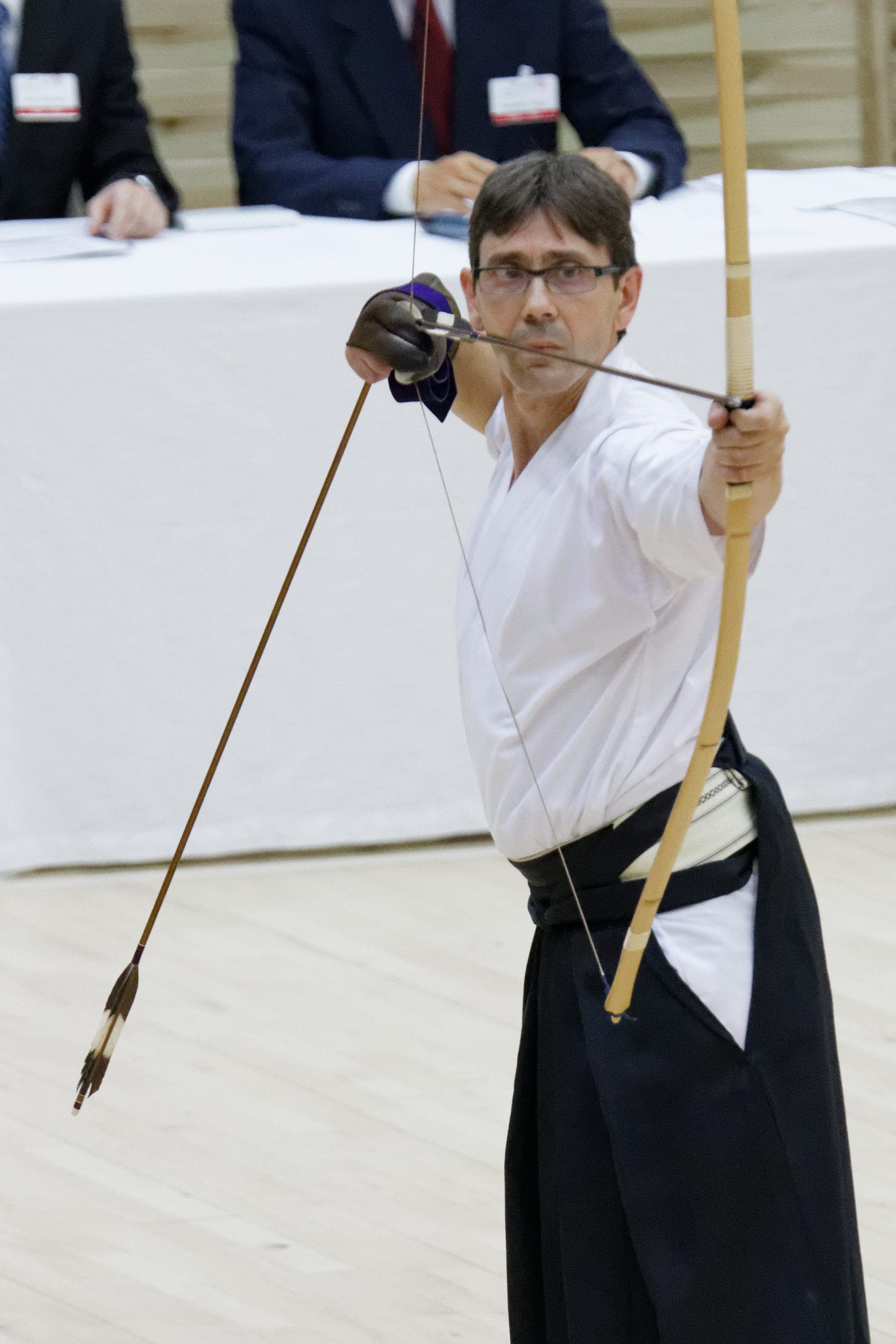
弓道
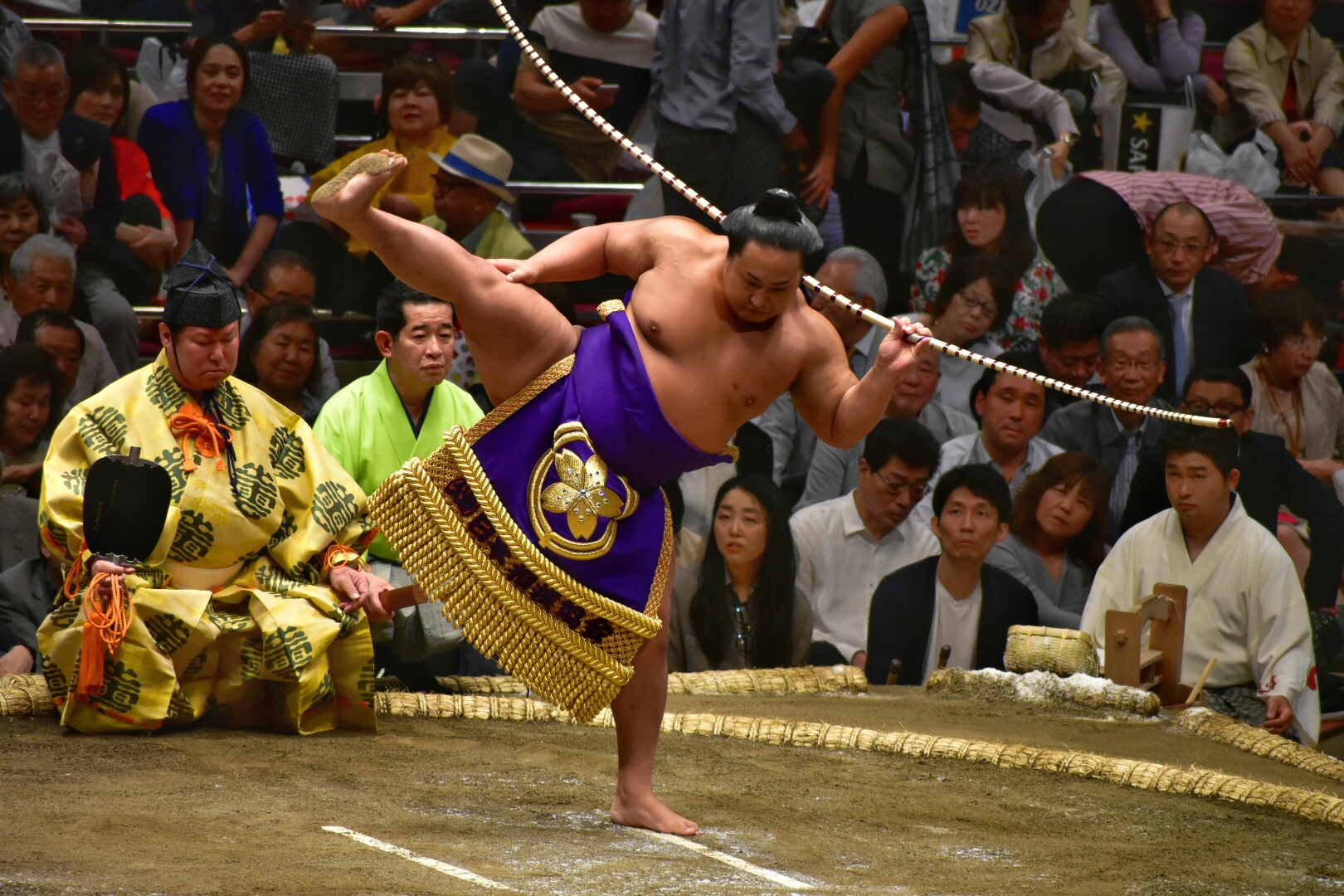
相撲
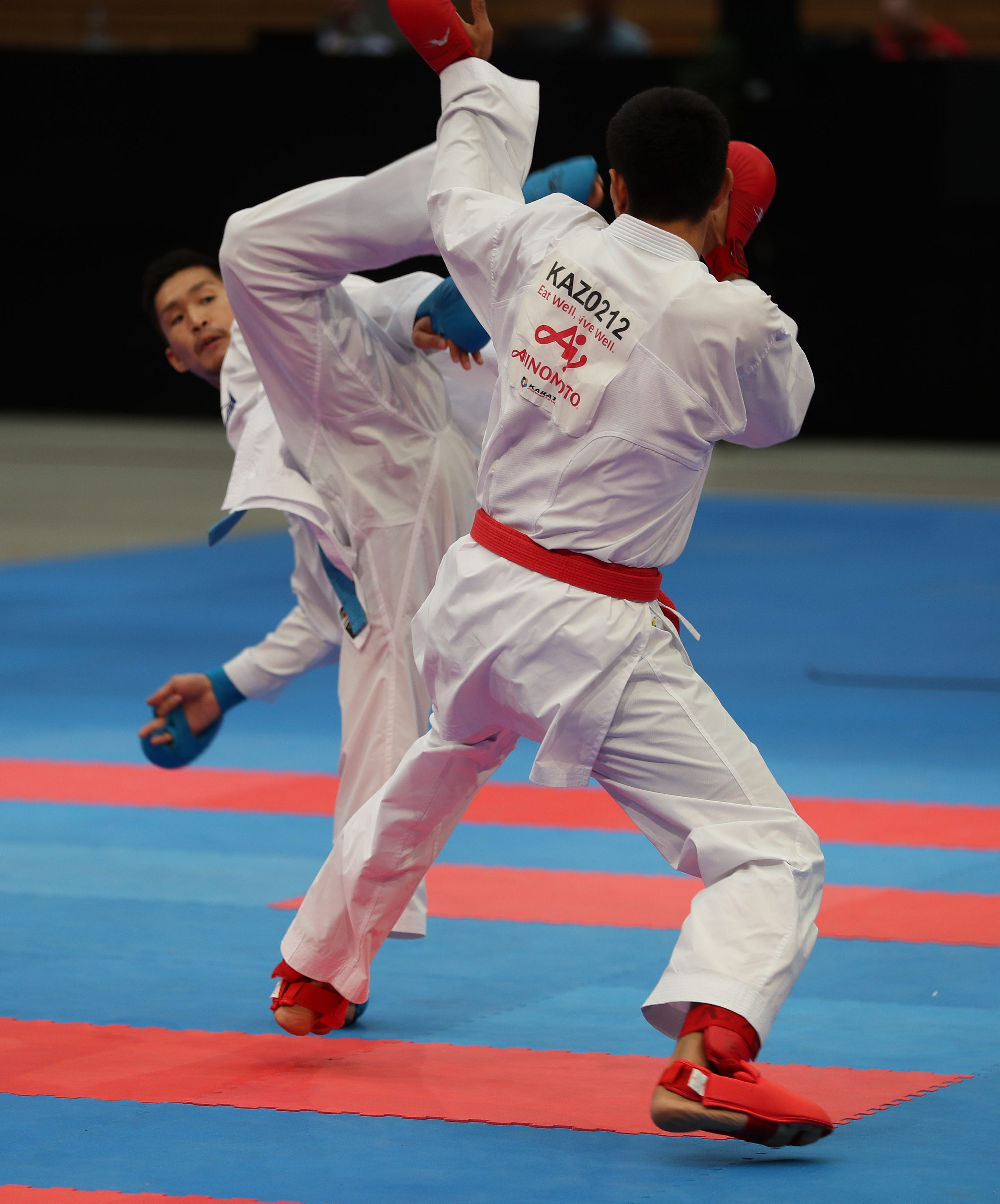
空手道
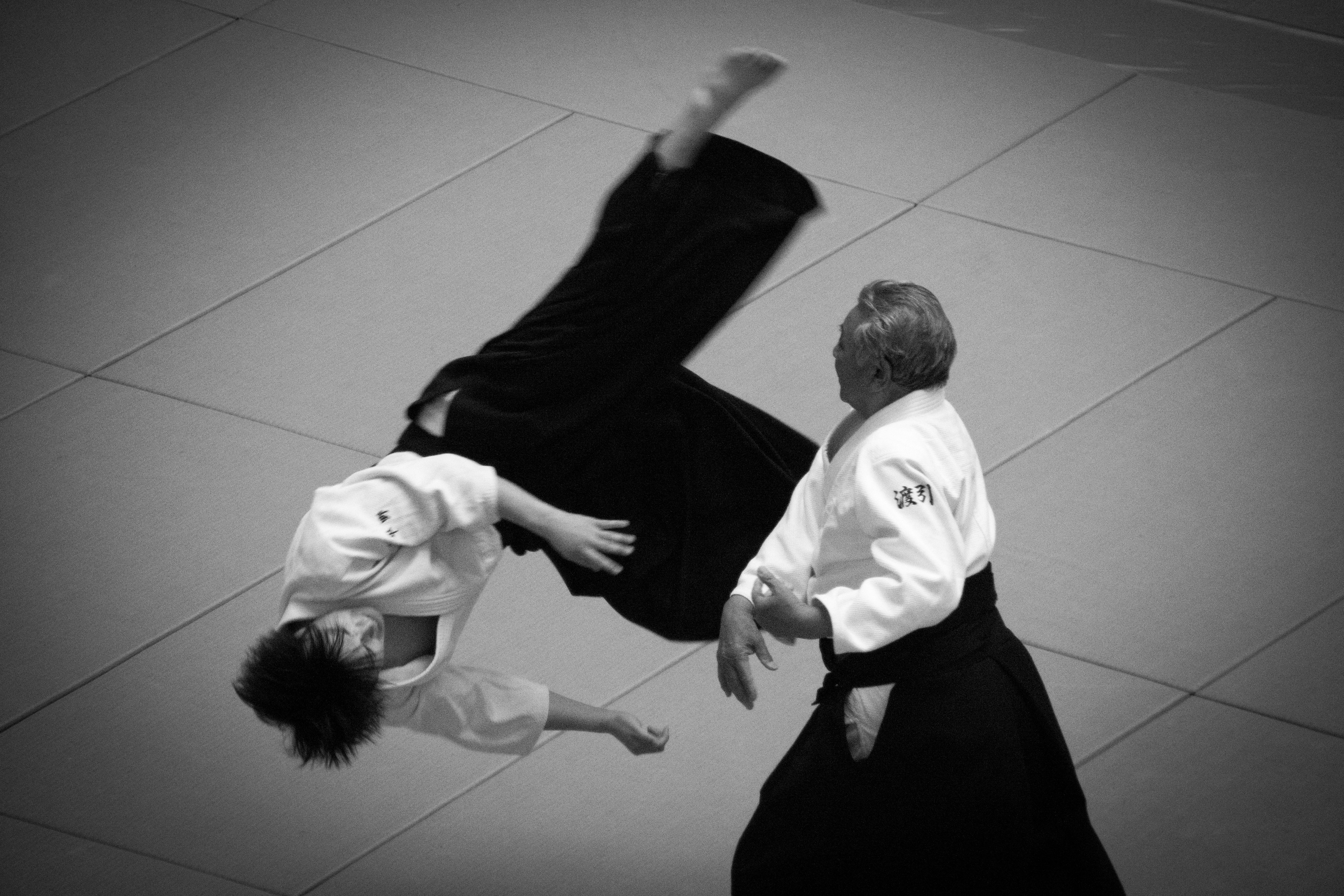
合気道
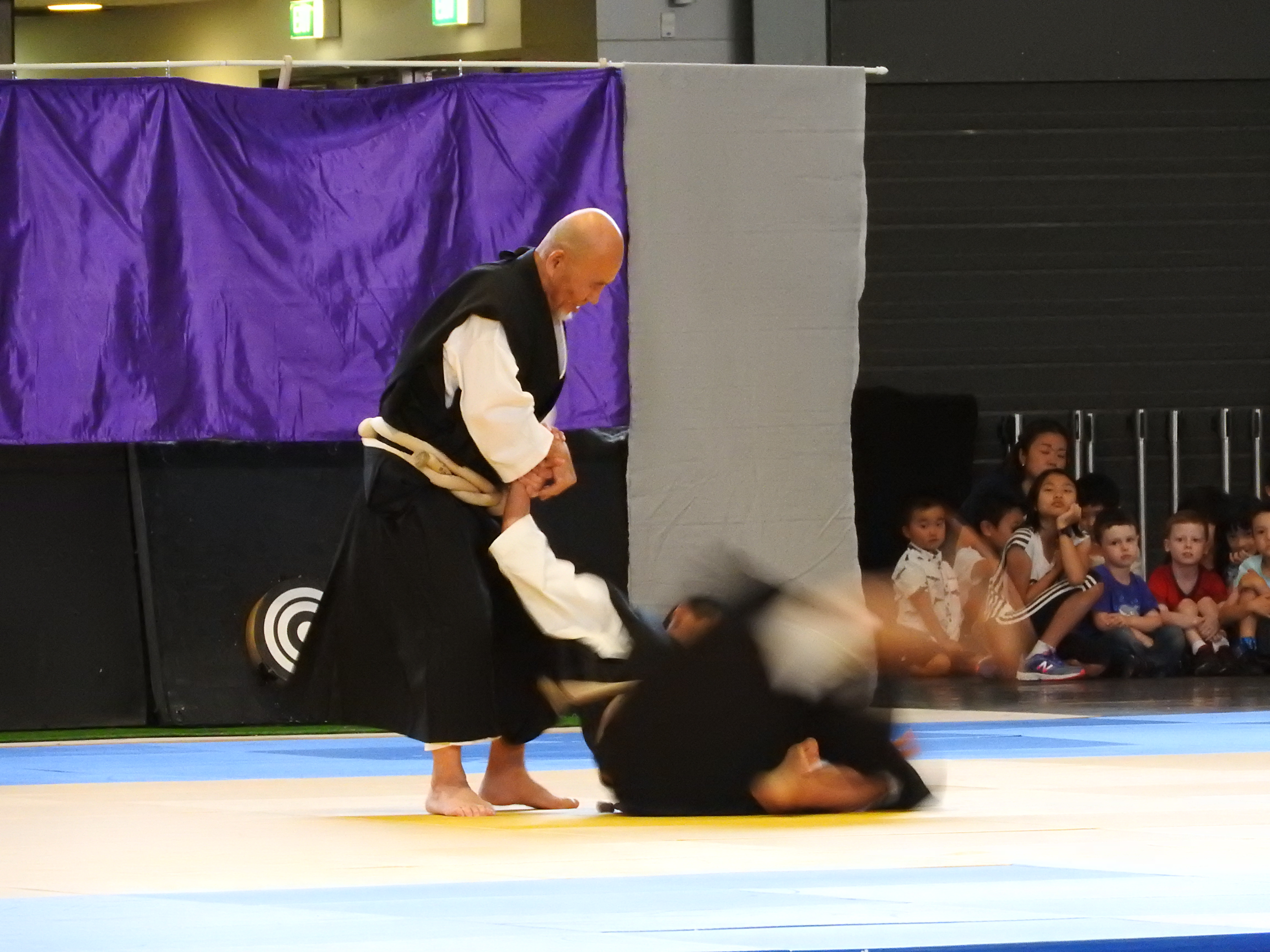
少林寺拳法
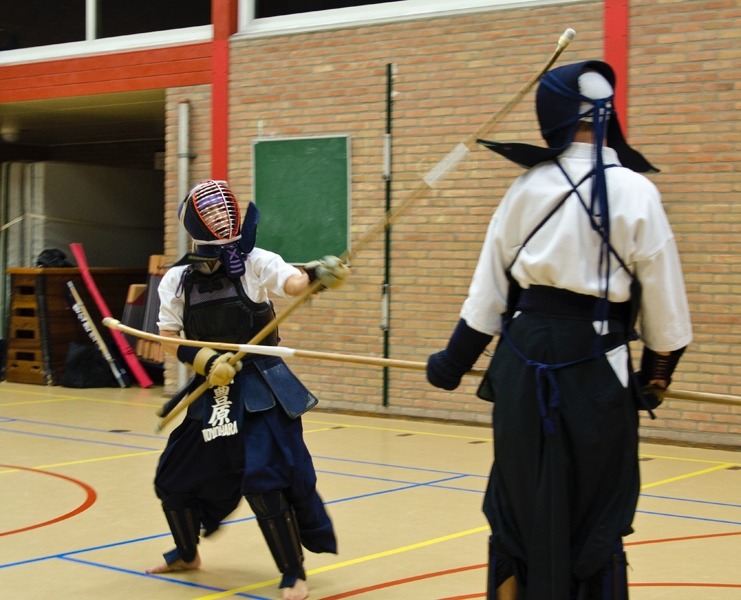
なぎなた
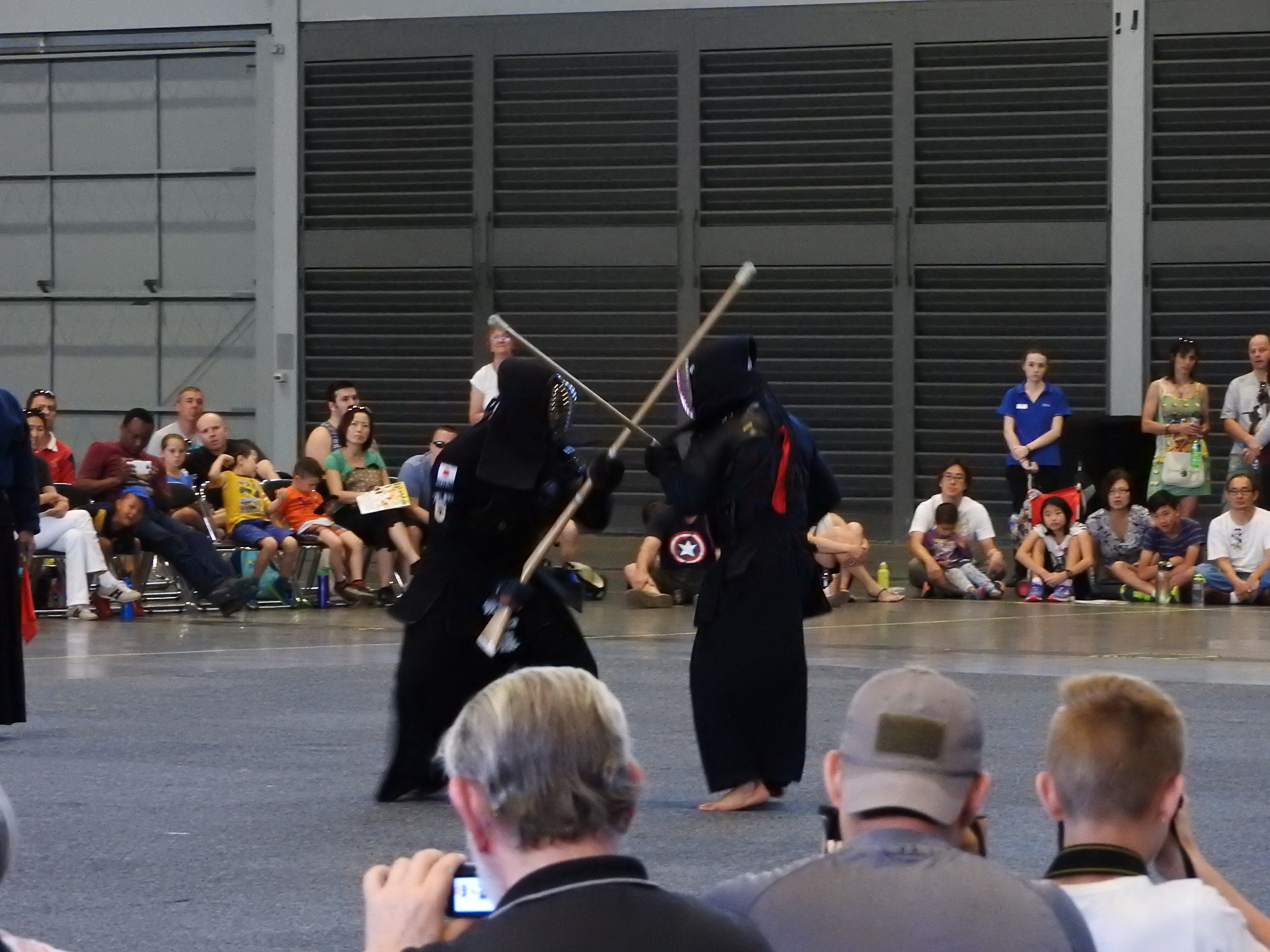
銃剣道